# رئيس مجلس الدولة الصيني
رئيس مجلس الدولة لجمهورية الصين الشعبية، المعروف باسم رئيس وزراء الصين، هو رئيس حكومة الصين وزعيم مجلس الدولة. رئيس مجلس الدولة هو ثاني أعلى شخص في النظام السياسي في الصين، تحت إشراف الأمين العام للحزب الشيوعي الصيني / رئيس الصين (الزعيم الأعلى)، ويحمل أعلى رتبة في الخدمة المدنية للحكومة المركزية.